# اغريت كونتوربيا
اغريت كونتوربيا هي كومونا في مقاطعة نوفارا، في منطقة بيدمونت الإيطالية، وتقع على بعد حوالي ١٠٠كيلومتر (62 ميل) شمال شرق تورينو وحوالي 25 كيلومترا (16ميلا) شمال نوفارا. تتكون من بلدتين، أغراتي وكونتوربيا، وتقعان في التلال المنخفضة بين كريسا وبورغو تيتشينو، جنوب بحيرة ماجوري.
تقع شركة اغريت كونتوربيا على حدود المحافظات التالية: بوغونو-بورغو-تيتشينو -ديفينانو- جاتيكو فيرونو-ميزومريك و سونو

## المعالم السياحية الرئيسية
- قلعة أغرات ، التي لم يتبق منها سوى القليل من الأجزاء الأصلية القديمة بعد أن تضررت عام 1400
- قلعة كونتوربيا ، تم تعديلها أيضًا
- كنيسة أبرشية سان فيتوري ، موثقة منذ عام 978
- معمودية العقيق على الطراز الرومانسكي . وهو مخصص للقديس يوحنا المعمدان. يعود تاريخ القسم السفلي (القائم على صرح روماني) إلى حوالي عام 930 ، بينما يعود الجزء العلوي إلى حوالي عام 1120. لها مخطط ثماني ، مع بوابة صغيرة تعلوها نافذة واحدة مائلة. تزين النوافذ الثلاثية الأخرى العمياء كل وجه من جوانب المبنى ، بالإضافة إلى العصابات اللومباردية . يحتوي الداخل على بعض اللوحات الجدارية من القرن الخامس عشر.
- فانستيك بارك لا توربيرا، حديقة حيوانات بُنيت عام 1977